# Forget Me Not
No me olvides es una película del 2009 de terror dirigida por Tyler Oliver y escrita por Tyler Oliver y Jamieson Stern.
La película es protagonizada por Cody Linley, Carly Schroeder, Chloe Bridges, Jillian Murray y Micha Alberti.

## Elenco
- Carly Schroeder como Sandy Channing.
- Cody Linley como Eli Channing.
- Brie Gabrielle como Hannah.
- Chloe Bridges como Layla.
- Jillian Murray como Lex Mitchell.
- Micah Alberti como Jake Mitchell.
- Bella Thorne como Angela Smith.
- Sean Wing como T.J
- Zachary Abel como Chad.
- Alex Mauriello como Cecilia.
- Courtney Biggs como Joven Sandy.
- Joey Luthma como Joven Eli.
- Bella Thorne como Joven Angela.
- Kenton Duty como Joven Chad.